# Ум ел Фам
Ум ел Фам (хебр. אום אל-פאחם, арап. ‏أم الفحم‎) је град у Израелу у округу Хаифа. Према процени из 2007. у граду је живело 43.200 становника.

## Становништво
Према процени, у граду је 2007. живело 43.200 становника.
| 1983.  | 1995.  |
| ------ | ------ |
| 20.074 | 29.010 |